# AGAIN FBI超心理搜査官
《AGAIN FBI超心理搜査官》，是一個由Cing負責開發工程，特庫摩負責發佈的文字冒險視覺小說。此遊戲的平台為任天堂DS。此遊戲於2009年12月10日在日本發佈，並於2010年4月2日在北美發佈。起初，此遊戲的北美版本名為「Again：普羅維登斯之眼」（Again: Eye of Providence）。此遊戲是Cing破產前最後一次和特庫摩合製的遊戲。

## 劇情
1991年美國發生了一宗連環殺人案。該案件其有五名死者，而死者旁邊都放有一張被剪下一部份的一美元紙幣。該美元紙幣顯示的，正正是光明幫和共濟會的符號全能之眼，即普羅維登斯之眼。因此，連環殺人案的犯人便被稱為普羅維登斯。19年後的2010年，美國聯邦調查局探員喬納森·韋弗在調查普羅維登斯連環殺人案時，收到普羅維登斯的挑戰，他指出19年前的慘劇將會再次重演。之後，接二連三有人被害，而被害者的共通點，就是屍體旁邊都放有普羅維登斯之眼。

## 系統

使用「觀察過去」時的遊戲截圖

在遊玩時，玩家需要把機身旋轉90度才能遊玩。此遊戲主要分為兩部份：調查與非調查。在調查部份中，玩家需要透過按鈕和觸摸屏控制主角喬納森·韋弗在一個3D環境中四處探索。當玩家發現一些可疑的地方時，玩家就能利用「觀察過去」的能力觀察現在與過去的分別，以找出隱藏的事物。若玩家錯誤地觀察現在與過去的分別時，玩家的「生命值」就會扣減。當生命值扣減至零時，遊戲就會結束。
在非調查部份中，玩家有七種指令。該七種指令分別是——對話：可以讓玩家與在場的人物交談；致電，可以讓玩家致電予不在場的人；物品，可以讓玩家出示、使用或檢查持有的物品；歷史，可以讓玩家查閱主角與其他角色的對話紀錄；移動，可以讓玩家移動至另一個地區；視覺；可以讓玩家利用「觀察過去」的能力；以及存檔，可以讓玩家儲存遊戲進度。

## 登場人物
喬納森·韋弗（Jonathan Weaver）
美國聯邦調查局特別罪案組探員，現年31歲，綽號為「J」。擁有觀察現在與過去的能力。
凱特·海瑟薇（Kate Hathaway）
美國聯邦調查局特別罪案組新人探員，喬納森的助手，現年29歲。
亨利·米爾斯（Henry Mills）
美國聯邦調查局特別罪案組探長，現年54歳。喬納森和海瑟薇的上司。
蘭尼·馬丁內斯（Lane Martinez）
克羅克福德警察局兇殺組督察，現年32歳。他負責處理現代普羅維登斯連環殺人案。
莫琳·八島（Maureen Yashima）
克羅克福德犯罪實驗室法醫，現年29歳。海瑟薇的朋友。
雨果·瓦特（Hugo Watt）
克羅克福德時報記者，現年28歳。喬納森的同學，能提供有用的情報。
愛德華·戈登（Edward Gordon）
克羅克福德大學心理學教授，喬納森的恩師，現年43歳。
弗雷德里克·韋弗（Frederick Weaver）
喬納森的養父，現年59歳。曾經是克羅克福德大學兒童心理學教授。
菲利普·羅賓斯（Philip Robbins）
前克羅克福德警察局督察，已退休，現年65歳。
伯內特·約翰遜（Bernet Johnson）
前克羅克福德警察局偵探，現年55歳。

## 評價
此遊戲獲得的評價較差。GameRankings得出此遊戲的分數為54.32%，而Metacritic則得出此遊戲的分數為52分。
IGN的阿瑟·吉斯給予此遊戲4.5分，批評其對白、音樂、重玩性和遊戲系統，但就稱讚其畫質。GameSpot的拿單·穆尼耶給予此遊戲5分，批評其過於俗套的故事、第一人稱調查時差劣的控制、不直觀的心理謎題、以及讓人混淆的劇情，但就稱讚其畫質與角色。

## 外部連結
- 官方网站 （日語）
- 官方网站 （英文）